# Vinh Long (provins)
Vinh Long (vietnamesiska: Vĩnh Long) är en provins i södra Vietnam. Provinsen har en yta som uppgår till 1 479,1 km² och 1 062 592  (2007)  invånare.

## Administrativ indelning
Provinsen är indelad i en stad samt sju distrikt.

### Stad
- Vinh Long

### Distrikt
- Binh Minh
- Binh Tan
- Long Ho
- Mang Thit
- Tam Binh
- Tra On
- Vung Liem